# St. Michael (Thann)

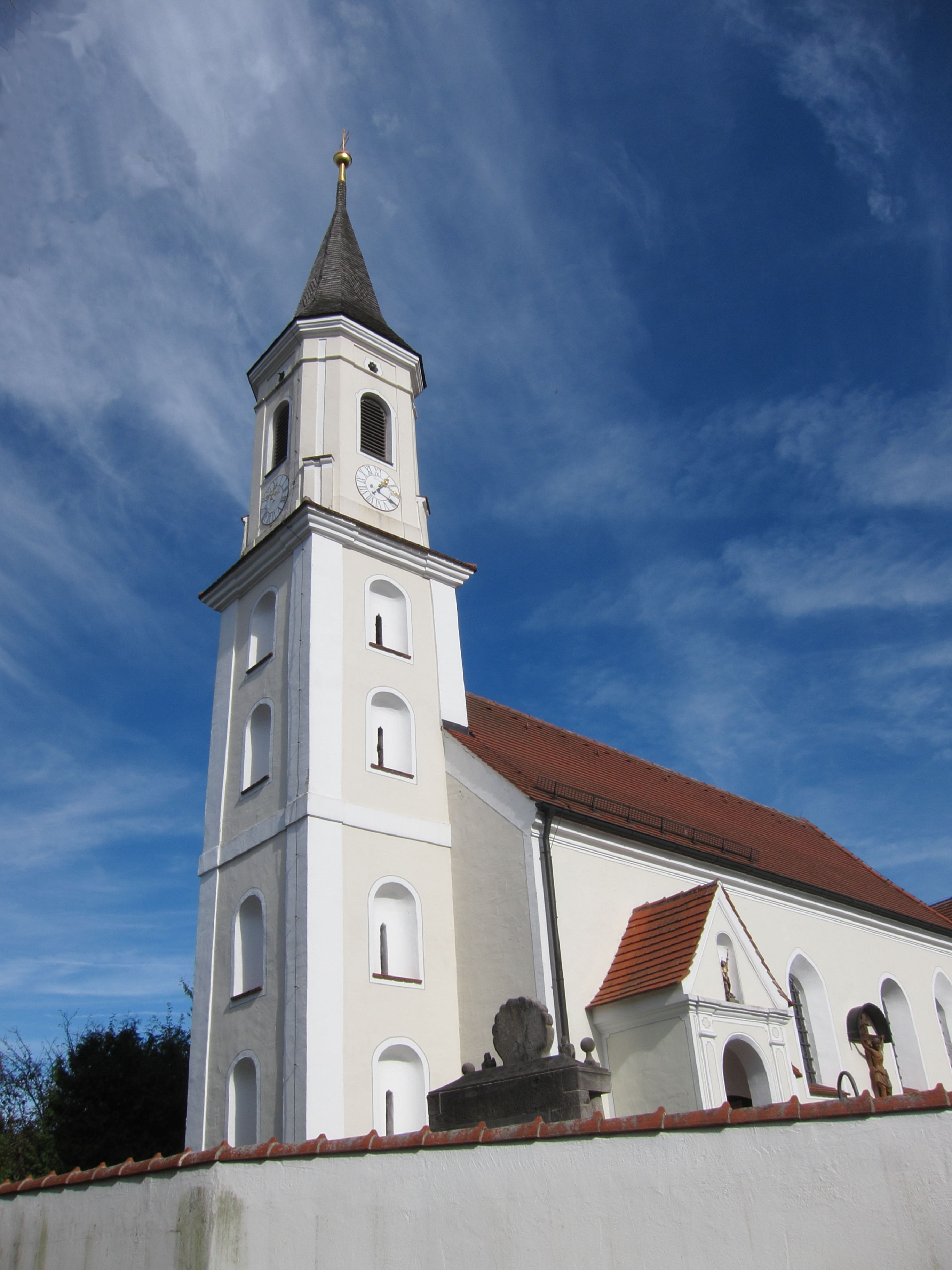
Kirche St. Michael in Thann (2012)

Die römisch-katholische Filialkirche St. Michael in Thann, einem Ortsteil der Gemeinde Buch am Erlbach im niederbayerischen Landkreis Landshut, gehört zum 2014 gegründeten Pfarrverband Steinzell im Erzbistum München und Freising und zum Dekanat Geisenhausen. Bis 2011 war Thann der Pfarrei Pfrombach zugehörig, wurde dann aber wegen der Bevölkerungsentwicklung nach St. Peter in Buch am Erlbach umgepfarrt. Das Patrozinium des heiligen Michael wird am 29. September gefeiert. Die Kirche wird als Baudenkmal unter der Aktennummer D-2-74-121-16 geführt. Ebenso wird die Anlage als Bodendenkmal unter der Aktennummer D-2-7538-0315 mit der Beschreibung „untertägige mittelalterliche und frühneuzeitliche Befunde im Bereich der Kath. Filialkirche St. Michael in Thann, darunter Spuren von Vorgängerbauten bzw. älteren Bauphasen“ genannt.

## Lage und Umgebung
Die Kirche liegt an einem Hang an der Straße nach Pfrombach. Sie ist von einem Friedhof umgeben. Denkmalgeschützt ist auch die Friedhofsmauer aus dem 18./19. Jahrhundert.

## Geschichte
Im 11. Jahrhundert wird hier ein Ortsadel de Tanna erwähnt, der aber mit der Entstehung der Herrschaft Wartenberg verschwand. Bei der Kirchenrenovierung von 1979 bis 1983 kamen unter dem heutigen Chorraum die Fundamente eines romanischen Rundbaus sowie Reste eines wenige Meter entfernt stehenden Turmes zum Vorschein. Ob es sich bei letzterem um einen Kirchturm oder einen Wach- und Fluchtturm gehandelt hat, ist nicht sicher. Ein hiesiger Kirchenbau wird sicher in der Konradinischen Matrikel von 1315 genannt. Um 1560 wird erstmals ein Friedhof bei der Kirche erwähnt.
Der heutige Kirchenbau geht im Kern auf die spätgotische Zeit, wohl auf das 15. Jahrhundert, zurück. Im Jahr 1708 wurde das Gotteshaus nach einer Barockisierung und einem Umbau wieder geweiht. 1717 wurden die Sakristei und die Portalvorhalle angebaut. Durch einen Brand am 20. Juli 1997 wurde das Kirchengebäude schwer beschädigt, konnte aber nach vierjähriger Wiederaufbauzeit am 3. Oktober 2001 neu geweiht werden.

## Architektur

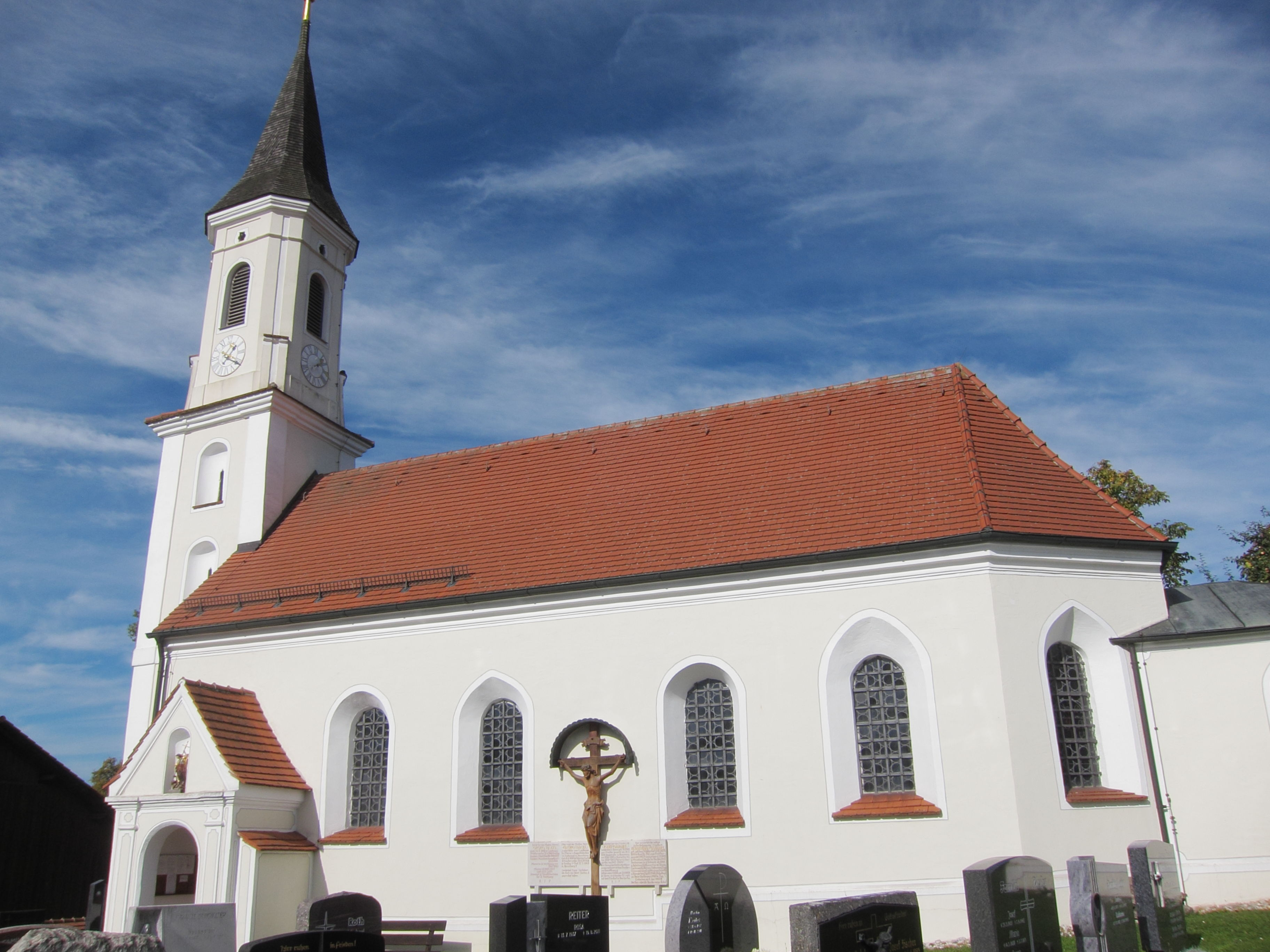
Außenansicht von Süden. Am rechten Bildrand ist die an den Chorscheitel angebaute Sakristei zu sehen.

### Außenbau
Die nach Osten ausgerichtete Saalkirche umfasst einen nicht eingezogenen Chor mit zwei Jochen und Schluss in drei Achteckseiten sowie ein Langhaus mit drei Jochen. Östlich am Chor ist eine barocke Sakristei mit abgewalmtem Dach angebaut. Am westlichen Joch des Langhauses ist auf der Südseite ein barockes Vorzeichen angefügt. Die offene Vorhalle öffnet sich mit einem Rundbogen nach außen. Dieser wird von zwei Pilastern flankiert, die ein profiliertes Gebälk tragen. Darüber erhebt sich ein Dreiecksgiebel, der eine Nische mit einer Figur des Kirchenpatrons Michael – erkennbar an seinem Attribut, dem Flammenschwert – enthält. Die Vorhalle ist mit einer aufgemalten Felderung verziert. Bis auf weiße Lisenen ist der Außenbau ansonsten ungegliedert. Die rundbogig veränderten Fenster sitzen in gekehlten, teils spitzbogig abschließenden Laibungen. Die Fenster im östlichen Chorjoch und im Chorschluss sind etwas höher als die übrigen Fenster.
Auf der Westseite ist ein leicht in das Langhaus einspringender Turm angebaut. Dieser besitzt einen Spitzhelm und ist mit der Jahreszahl 1908 bezeichnet. Er wurde jedoch bereits 1772 von dem Erdinger Baumeister Johann Baptist Lethner errichtet. Der viergeschossige Unterbau über quadratischem Grundriss ist mit Putzbändern verziert und enthält zahlreiche rundbogige Blendnischen mit schmalen Lichtschlitzen. Der Oberbau, der den Glockenstuhl und allseitige rundbogige Schallöffnungen enthält, ist an den Kanten abgeschrägt und dort mit kurzen Pilasterstücken verziert. Den oberen Abschluss bildet ein verkröpfter, schindelgedeckter Spitzhelm mit Turmkugel und Doppelkreuz.

### Innenraum
Das Langhaus wird von einem barocken Tonnengewölbe mit Stichkappen überspannt, das auf rechteckigen Wandpfeilern ruht. Im Chor wurde in der Barockzeit das spätgotische Rippengewölbe abgeschlagen, sodass ein durchgehendes Gewölbe entstanden ist. Der Chorbogen ist spitz und beidseits gekehlt.

## Ausstattung
Der barocke Hochaltar wurde um 1700 von dem Freisinger Bildhauer Christoph Thalhammer errichtet. Er ist in den Farben Schwarz und Gold gefasst und teilweise marmoriert. Der Aufbau wird von zwei Rundsäulen. In der Mittelnische befindet sich der Erzengel Michael mit dem Flammenschwert und unter ihm liegt der Satan. Als Assistenzfiguren fungieren die Erzengel Raphael und Gabriel, im Altarauszug befindet sich eine Schutzengelfigur.
Links neben dem Hochaltar ist eine barocke Figur der Mater Dolorosa angebracht. Bei der letzten Renovierung wurde ein aufgemaltes Apostelkreuz unterhalb eines Chorfensters freigelegt. An der Chorbogenwand befinden sich rechts ein barockes Kanzelkreuz und links eine Figur des heiligen Leonhard. Der auf Blech gemalte Kreuzweg stammt aus dem 19. Jahrhundert. Unter der Empore ist ein Gemälde des Altöttinger Gnadenaltars angebracht.

### Glocken
Bei dem Kirchenbrand von 1997 wurden auch die historischen Glocken aus dem 15. und 18. Jahrhundert zerstört. An deren Stelle wurden 1999 von der Glockengießerei Perner in Passau zwei neue Glocken gegossen, die den Erzengeln Michael und Raphael geweiht sind. Sie läuten einer kleinen Terz. Die Glocken im Einzelnen:
| Nr. | Name        | Material | Gussjahr | Gießer                | Durchmesser [mm] | Gewicht [kg] | Schlagton (HT-1/16) |
| --- | ----------- | -------- | -------- | --------------------- | ---------------- | ------------ | ------------------- |
| 1.  | St. Michael | Bronze   | 1999     | Rudolf Perner, Passau | 607              | 139          | f2+4                |
| 2.  | St. Gabriel | Bronze   | 1999     | Rudolf Perner, Passau | 525              | 93           | as2+6               |